# René Close
René Close (Namur, 2 avril 1918 - Namur, 19 janvier 1977) est un homme politique belge.

## Biographie
Il suit ses études de gréco-latine à l'Athénée royal de Namur.
Issue d'une famille de tradition libérale, il s'inscrit au parti socialiste alors qu'il est encore à l'université.
Docteur en droit de l'université libre de Bruxelles, il entre comme avocat au barreau de Namur en 1940.

## Fonctions politiques
- Conseiller provincial dès 1946.
- Conseiller communal à Namur dès 1952.
- Échevin des travaux, de l'urbanisme et des affaires économiques à Namur (1965-1968) - il prend en charge les finances à partir de 1966.
- Gouverneur de la province de Namur (1968-1977)

## Famille
Le 26 juillet 1939, il épouse, Jeanne, la fille du gouverneur François Bovesse.
Ils auront trois enfants: Françoise, Marianne et  Jean-Louis, qui deviendra bourgmestre de Namur.